# ويليام لانجفورد
ويليام لانجفورد هو مجدف كندي، ولد في 7 أغسطس 1896 في جرافنهورست في كندا، وتوفي في 21 يناير 1973 في تورونتو في كندا.

## وصلات خارجية
- ويليام لانجفورد على موقع الاتحاد الدولي للتجديف (الإنجليزية)
- ويليام لانجفورد على موقع اللجنة الأولمبية الدولية (الإنجليزية)
- ويليام لانجفورد على موقع أوليمبيديا (الإنجليزية)